# Autoreise
Die Autoreise (oder Kraftfahrzeugreise) ist eine unscharfe Gattungsbezeichnung zweier eng verwandter Begriffsinhalte. Zum einen wird Autoreise im Sinne von Autofahrt verstanden und bedeutet An- und Abreise zu einem festgelegten Reiseziel. Der Fahrtzweck kann sowohl touristischer als auch geschäftlicher Natur (Geschäftsreise) sein. Zum anderen wird Autoreise im allgemeinen Sprachgebrauch häufig mit Autourlaub gleichgesetzt und meint dann eine touristisch motivierte Reise im Ganzen, einschließlich Anreise, Abreise und Aufenthalt vor Ort.

## Bedeutung und historische Entwicklung
Der Personenkraftwagen ist das wichtigste Verkehrsmittel für Urlaubsreisende. Nach Angaben der Forschungsgemeinschaft Urlaub und Reisen betrug der Anteil der Autoreisen an allen Urlaubsreisen in Deutschland im Jahr 2005 45 %. Zehn Jahre zuvor hatte der Anteil noch 52 % betragen. Das zweitwichtigste Verkehrsmittel ist das Flugzeug.
Die Entwicklung der Autoreise zur bevorzugten Reiseform der Deutschen ist vor allem an den zunehmenden Motorisierungsgrad gekoppelt. Waren 1950 in Deutschland erst rund 0,5 Millionen Kraftfahrzeuge angemeldet, stieg die Zahl bis 1960 auf 3,7 Millionen. Anfang der 1960er Jahre löste das Auto die Eisenbahn als wichtigstes Urlaubs-Verkehrsmittel ab.
Die Zunahme der Autoreisenden ist in Deutschland untrennbar verknüpft mit dem deutschen Wirtschaftswunder. In Zeiten von Vollbeschäftigung und steigenden Löhnen konnten sich immer mehr Menschen ein Automobil und die Urlaubsfahrt leisten. In den 1960er Jahren entdeckten die Deutschen neben Österreich vor allem Italien als Auto-Reiseziel. Eine autofreundliche Verkehrspolitik und der konsequente Ausbau der Autobahnen förderte diesen Trend zusätzlich. In den folgenden Jahrzehnten haben steigende Benzinpreise und ökologische Debatten kaum einen Einfluss auf die intensive Autonutzung gehabt.

## Reiseveranstalter
Reiseveranstalter verfügen meist über eine divisionale Organisation, die sich aus den Abteilungen Flugreisen, Kreuzfahrtreisen, Autoreisen und Ferienhäuser (wie beispielsweise Fincas in Spanien) zusammensetzt. Dabei bieten sie in ihren Reisekatalogen im Rahmen einer Pauschalreise eine Autoreise mit Mietwagen auf vorgeschlagenen Reiserouten an.

## Problemkreise
Den Vorteilen des Individualverkehrs, wie zum Beispiel hohe Flexibilität in Zeit- und Streckenwahl, stehen einige gesellschaftliche Herausforderungen entgegen. So beeinflussen Autoabgase das klein- und großräumige Klima. Deren Auswirkungen sind lokal (Smog) spürbar und tragen auch global zum Treibhauseffekt bei. Entlang der Anreiserouten und in den Zielorten entstehen zudem erhebliche Lärmemissionen und ein erhöhtes Sicherheitsrisiko durch den zusätzlichen Urlaubsverkehr.
Die Belastungen verteilen sich geografisch sehr unterschiedlich. Zu den Hauptreisezeiten verzeichnen vor allem so genannte Transitländer wie Österreich und die Schweiz ein erhebliches Verkehrsaufkommen. Trotz eines national wie international gestaffelten Ferienbeginns scheint es unmöglich, die An- und Abreiseströme vollständig zu entzerren. In Deutschland sind vor allem die in Nord-Süd-Richtung verlaufenden Autobahnen stauanfällig. Die länderübergreifenden Reise-Freizügigkeiten, die unter anderem das Schengener Abkommen garantiert, bergen eine erhöhte Gefahr grenzüberschreitender Kriminalität, wie beispielsweise Schmuggel.